# Lepidonotus banksi
Lepidonotus banksi är en ringmaskart som beskrevs av Knox 1951. Lepidonotus banksi ingår i släktet Lepidonotus och familjen Polynoidae.
Artens utbredningsområde är havet kring Nya Zeeland. Inga underarter finns listade i Catalogue of Life.